# Victoria Mxenge
Victoria Nonyamezelo Mxenge [mˈǁɛŋɛ] (* 1. Januar 1942 in King William’s Town; † 1. August 1985 in Umlazi) war eine südafrikanische Menschenrechtsaktivistin. Sie wurde 1985 von Mitgliedern der geheimen Polizeieinheit Vlakplaas ermordet, ebenso wie ihr Mann Griffiths Mxenge vier Jahre zuvor.  

## Leben
Mxenge machte in Alice eine Ausbildung als Krankenschwester, die sie 1964 abschloss. Im selben Jahr heiratete sie den Jurastudenten Griffiths Mxenge und zog zu ihm nach Durban, wo sie zur Hebamme ausgebildet wurde. Danach begann sie an der UNISA ein Studium der Rechtswissenschaften. Ihr Mann wurde 1981 durch Mitglieder der geheimen Polizeieinheit Vlakplaas ermordet. Die Polizei behauptete, der oppositionelle African National Congress (ANC), dem ihr Mann angehört hatte, habe den Mord ausgeführt. Sie widersprach dieser Version, übernahm die Rechtsanwaltspraxis ihres Mannes und engagierte sich verstärkt politisch. Sie war ein bekanntes Mitglied der United Democratic Front (UDF) und der Natal Organisation of Women. Sie war 1985 als Strafverteidigerin für das Pietermaritzburg Treason Trial ausgewählt, bei dem Angehörige von UDF und Natal Indian Congress angeklagt waren. Ende Juli 1985 sprach Victoria Mxenge auf der Beerdigungsfeier der Cradock Four, vier UDF-Mitgliedern, die von Polizisten des Security Branch getötet worden waren. Am 1. August 1985 wurde sie vor den Augen ihrer Kinder durch Schüsse verletzt und erschlagen. Sie wurde neben ihrem Mann im Dorf Rayi zwischen King William’s Town und Peddie beerdigt. An ihrer Beerdigung nahmen rund 10.000 Trauergäste teil.
Das Ehepaar Mxenge hatte zwei Söhne und eine Tochter.

## Nachwirkungen
Mxenge wird als eines von vier Apartheidsopfern in dem Lied Asimbonanga (Mandela) des südafrikanischen Sängers Johnny Clegg namentlich erwähnt.
Die Morde an Griffiths und Victoria Mxenge wurden ab 1995 vor der Wahrheits- und Versöhnungskommission (TRC) verhandelt. Der Vlakplaas-Polizist Marvin Sefako wurde vom ANC beschuldigt, die Tat ausgeführt zu haben. Er gestand, mit drei weiteren Tätern Mxenge auf der Hauseinfahrt durch fünf Schüsse verletzt und sie anschließend mit einer Axt erschlagen zu haben. Er gab an, auf Geheiß des Vorgesetzten Peter Swanepoel gehandelt zu haben. Ein Antrag auf Amnestie wurde nicht gestellt.
2002 wurde ein Studentinnenwohnheim der Rhodes-Universität nach Victoria Mxenge benannt.
Im Oktober 2005 taufte das südafrikanische Umweltministerium ein Patrouillenboot auf den Namen Victoria Mxenge.
Mxenge wurde 2006 – wie ihr Mann – postum mit dem Order of Luthuli in Silber ausgezeichnet. Der Orden wurde ihr „für ihre herausragenden Beiträge auf dem Gebiet des Rechtswesens und ihre Opfer im Kampf gegen die Unterdrückung durch die Apartheid in Südafrika“ verliehen.